# Plantenaboskaber
Plantenaboskaber (naboplanter, ledsageplantning eller på engelsk companion plants) er i havearbejde og landbrug en driftsform hvor man sætter forskellige afgrøder nær hinanden. Man gør det af flere forskellige årsager, herunder skadedyrsbekæmpelse, bestøvning, tilvejebringelse af levesteder til gavnlige insekter, for en bedre udnyttelse af pladsen og øge produktiviteten.
Plantenaboskaber bruges af landmænd og gartnere i både de industrialiserede og i udviklingslandene af mange grunde. Mange af de moderne principper for plantenaboskaber var til stede for mange århundreder siden i hyttehaver i England og skovhaver i Asien og tusinder af år siden i Mesoamerika.

## Historie
I Kina er mygbregner ( Azolla spp.) blevet brugt i mindst tusind år som ledsageplanter til risafgrøder . De er vært for et cyanobakterium, der binder kvælstof fra atmosfæren, og de blokerer for lys fra planter, der vil konkurrere med risen.
Naboplantning er blevet udøvet i forskellige former af de oprindelige folk i Amerika før europæernes ankomst. Disse folk gjorde squash til kulturplante for 8.000 til 10.000 år siden,  derefter majs, derefter almindelige bønner, og dannede landbrugsteknikken Tre Søstre. Majsplanterne tjente som en espalier så bønnerne kan klatre, og bønnerne fik kvælstof til gavn for majs.
Havebrug med naboplanter blev vidt udbredt i 1970'erne som en del af den økologisk havedyrkning .  Det blev fremmet som en del af havearkitekturen, men hovedsageligt med tanken om, at bestemte plantearter trives bedre, når de er tæt på hinanden.  Det er også en teknik, der ofte bruges i permakultur sammen med bortskaffelse, polykultur og sædskifte. 

## Teknikker
Naboplantning anvendes via en række teknikker som undertiden kan kombineres.

### Levering af næringsstoffer
Bælgplanter såsom kløver leverer nitrogenforbindelser til andre planter, såsom græs ved at fiksere nitrogen fra luften med symbiotiske bakterier i deres rodknolde .  
Mælkebøtter har lange pælerødder der bringer næringsstoffer fra dybt nede i jorden op nær overfladen, hvilket giver fordel til tilstødende planter, der ikke når så dybt.

### Fælder
En teknik er at bruger fælder med alternative planter til at tiltrække skadedyr væk fra en hovedafgrøde. For eksempel er nasturtium ( Tropaeolum majus ) en fødekilde for nogle larver, der først og fremmest lever af kålfamilien (brassicas);  Nogle gartnere hævder, at det at plante dem omkring messing beskytter madafgrøderne mod skader, da æg fra skadedyrene fortrinsvis lægges på nasturtiumet. Selvom mange fældeafgrøder med succes har afledt skadedyr fra fokale afgrøder i drivhus-, have- og markforsøg i mindre skala, er det kun vist, at en lille del af disse planter reducerer skadedyrsskader ved større kommercielle skalaer.

### Forstyrrelse af lokalisering af værtsplanter
Undersøgelser har vist, at flyvende skadedyr har sværere ved at finde værtsplanter, hvis deres værtsplanter er omgivet af andre planter eller endda "lokkeplanter" lavet af grøn plast, pap eller andet grønt materiale. 
VærtsplantefindingsProcessen forekommer i faser: 
- Den første fase er stimulering ved lugt, der er karakteristisk for værtsplanten. Dette får insekterne til at prøve at lande på den plante, den søger. Men insekter undgår at lande på brun (bar) jord. Så hvis kun værtsplanten er til stede, vil insekterne finde den ved blot at lande på den eneste grønne ting omkring. Dette kaldes (set fra insektets synspunkt) "passende landing". Når den udfører en "upassende landing", flyver den videre til enhver anden nærliggende græsplaster. Det forlader til sidst området, hvis der er for mange 'upassende' landinger. [11]
- Den anden fase af fundet af værtsplanter er for insektet at foretage korte flyvninger fra blad til blad for at vurdere plantens samlede egnethed. Antallet af blad-til-blad-flyvninger varierer afhængigt af insektarterne og den vært-plantestimulering, der modtages fra hvert blad. Insektet skal akkumulere tilstrækkelige stimuli fra værtsplanten til at lægge æg; så det skal foretage et vist antal på hinanden følgende 'passende' landinger. Derfor, hvis det foretager en 'upassende landing', er vurderingen af denne plante negativ, og insektet skal starte processen på ny.

Det blev således vist, at Kløver der blev brugt som jorddækning, havde den samme forstyrrende virkning på otte skadedyrarter fra fire forskellige insektordner. Et eksperiment viste, at 36% af kålrodfluer lagde æg ved siden af kål, der voksede i bar jord (hvilket resulterede i afgrødetab), sammenlignet med kun 7% ved siden af kål, der voksede i kløver (hvilket muliggjorde en god afgrøde). Enkle lokkefugle lavet af grønt pap forstyrrede også passende landinger lige så godt som det levende jorddækning. 

### Bekæmpelse af skadedyr
Nogle naboplanter hjælper med at forhindre skadedyrsinsekter eller patogene svampe i at beskadige afgrøden ved hjælp af kemiske midler.  For eksempel hævdes lugten af løv af fløjlsblomster at afskrække bladlus fra spise naboplanterne. 

### Rovdyrrekruttering
Naboplanter, der producerer rigelig nektar eller pollen i en grøntsagshave (insektplanter) kan hjælpe med at opmuntre større populationer af gavnlige insekter, der kontrollerer skadedyr,  da nogle gavnlige rovdyrinsekter kun spiser skadedyr i deres larveform og er nektar- eller pollenfødere i deres voksne form. For eksempel tiltrækker fløjlsblomster med enkle blomster nektarfodrende voksne svirrefluer, hvis larver er rovdyr for bladlus. 

### Beskyttende husly
Nogle afgrøder dyrkes under det beskyttende ly af forskellige slags planter, hvad enten det er i vinden eller i skyggen. F.eks. Er skyggedyrket kaffe, især Coffea arabica, traditionelt blevet dyrket i let skygge skabt af spredte træer eller en tynd baldakin, hvilket tillader lys gennem til kaffebuskene, men beskytter dem mod overophedning. Egnede asiatiske træer inkluderer Erythrina subumbrans (tton tong eller dadap), Gliricidia sepium (khae falang), Cassia siamea (khi lek), Melia azedarach (khao dao sang) og Paulownia tomentosa, et nyttigt trætræ. 

## Systemer
Skovbrugsgartneri, hvor gensidigt gavnende planter blandes sammen for at skabe et reelt økosystem, emulerer samspillet mellem op til syv niveauer af planter i en skov eller skov .  
Organisk havearbejde bruger ofte naboplantning, da mange andre former for gødskning, ukrudtsreduktion og skadedyrsbekæmpelse er forbudt.